# Butterfield (Minnesota)
Butterfield es una ciudad ubicada en el condado de Watonwan en el estado estadounidense de Minnesota. En el Censo de 2010 tenía una población de 586 habitantes y una densidad poblacional de 507,3 personas por km².

## Geografía
Butterfield se encuentra ubicada en las coordenadas 43°57′29″N 94°47′37″O / 43.95806, -94.79361. Según la Oficina del Censo de los Estados Unidos, Butterfield tiene una superficie total de 1.16 km², de la cual 1.16 km² corresponden a tierra firme y (0%) 0 km² es agua.

## Demografía
Según el censo de 2010, había 586 personas residiendo en Butterfield. La densidad de población era de 507,3 hab./km². De los 586 habitantes, Butterfield estaba compuesto por el 72.7% blancos, el 0.85% eran afroamericanos, el 0.17% eran amerindios, el 7.34% eran asiáticos, el 0.34% eran isleños del Pacífico, el 17.06% eran de otras razas y el 1.54% pertenecían a dos o más razas. Del total de la población el 25.6% eran hispanos o latinos de cualquier raza.